# Barrio Santa Cruz, Xonacatlan
Barrio Santa Cruz är en ort i Mexiko.   Den ligger i kommunen Xonacatlán och delstaten Mexiko, i den sydöstra delen av landet, 30 km väster om huvudstaden Mexico City. Barrio Santa Cruz ligger 2 866 meter över havet och antalet invånare är 177.
Terrängen runt Barrio Santa Cruz är lite bergig. Runt Barrio Santa Cruz är det tätbefolkat, med 570 invånare per kvadratkilometer. Närmaste större samhälle är Cuajimalpa, 18,9 km sydost om Barrio Santa Cruz. I omgivningarna runt Barrio Santa Cruz växer huvudsakligen savannskog.